# Rio da Prata
Le rio da Prata (la « rivière de l'Argent ») est un cours d'eau brésilien de l'État du Rio Grande do Sul.
C'est un affluent de la rive droite du rio Taquari.